# ストリアーノ
ストリアーノ（イタリア語: Striano）は、イタリア共和国カンパニア州ナポリ県にある、人口約8,500人の基礎自治体（コムーネ）。

## 地理

### 位置・広がり
ナポリ県東部のコムーネ。県都ナポリから東へ26kmの距離にある。

#### 隣接コムーネ
隣接するコムーネは以下の通り。括弧内のSAはサレルノ県所属を示す。
- パルマ・カンパーニア
- ポッジョマリーノ
- サン・ジュゼッペ・ヴェズヴィアーノ
- サン・ヴァレンティーノ・トーリオ (SA)
- サルノ (SA)